# Мъртъв лед
Мъртвият лед представлява остатък от планински ледник, който е прекратил своето движение. Среща се в края на активния ледников език и много често няма връзка с последния. Дебелината на мъртвия лед може да достигне до няколко десетки метра. В планините мъртвият лед обикновено е покрит с мощен пласт от моренни наслаги, които затрудняват неговото топене и благоприятстват продължителното му съхранение. Неравномерното топене на мъртвия лед довежда до формирането на сложен релеф и образуването на термокарстови воронки. Особено големи участъци от мъртъв лед възникват в резултат от бързото преместване на значителни ледени маси надолу по склона, където те вследствие на претоварването си с вътрешни и челни морени прекратяват своето движение и загубват връзката си с активната част на ледника. Предполага се, че огромни маси мъртъв лед са възникнали в резултат от деградацията на дебелата плейстоценска ледена покривка.